# Csévharaszt
Csévharaszt község Pest vármegyében, a Monori járásban.

## Fekvése
A község földrajzi elhelyezkedéséből adódóan nagy Budapest vonzereje a munkalehetőségek, a tanulás, a szórakozás területén. A munkaképes lakosság 60%-a a fővárosban, 38%-uk helyben illetve a környező településeken dolgozik.

## Megközelítése

### Közúton

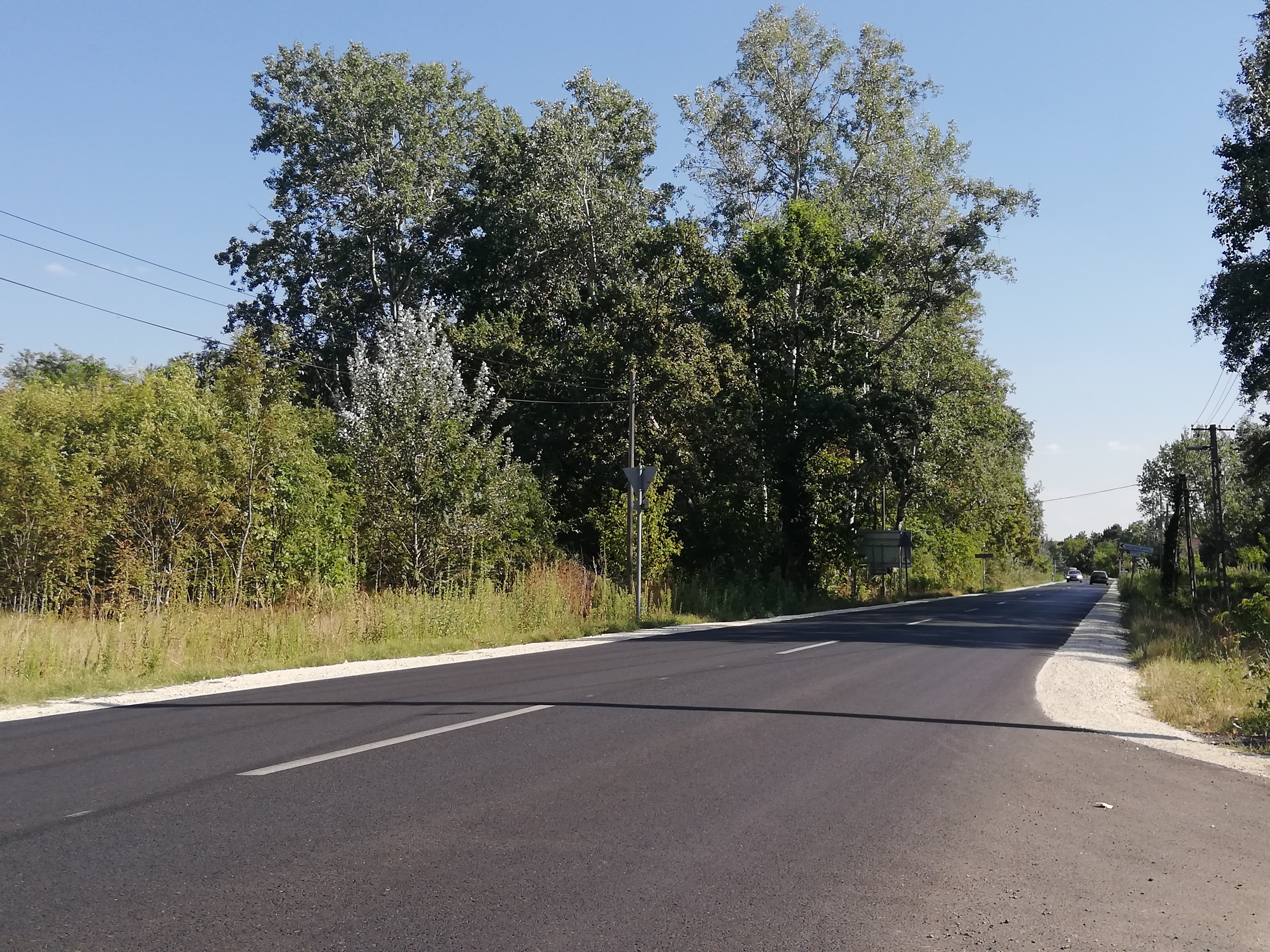
A faluba vezető 46 102-es út az 5-ös főút felől nézve

Csévharaszt közúton a 4-es főút monori szakaszáról közelíthető meg a legegyszerűbben, rögtön két alternatív útvonalon: vagy a 35. kilométer után következő vasadi elágazásnál letérve, ez utóbbi település központján át, a 4605-ös úton, vagy az alig több mint egy kilométerrel arrébb lévő körforgalmú csomópontból, a közvetlenül Csévharasztra vezető 46 102-es számú mellékúton.
Elérhető a község az M5-ös autópálya felől is: a sztrádáról az újhartyáni csomópontnál kell letérni a 405-ös főútra, majd a 4606-os és 4605-ös utakon, Nyáregyháza településen át juthat el az utazó Csévharasztra.
Minden említett útvonalnál hosszabb, közel tíz kilométeres szakasza húzódik a település területén a 4601-es számú állami közútnak, e ténynek azonban a község megközelítésében szinte egyáltalán nincs szerepe. Ez az út ugyanis nem más, mint az ősi nagykőrösi marhahajtó országút, ami ugyan több szakaszán ma is közútként van használatban, de épp az itteni szakasza teljes egészében burkolatlan erdei út, ráadásul Csévharaszt lakott részeit is messze elkerüli.

### Vasúton
Vasútvonal nem érinti a települést, de a Budapest–Záhony-vasútvonalon közlekedőknek a kb. 6 kilométerre fekvő monori állomáson autóbusz-csatlakozási lehetőségük van.

## Története

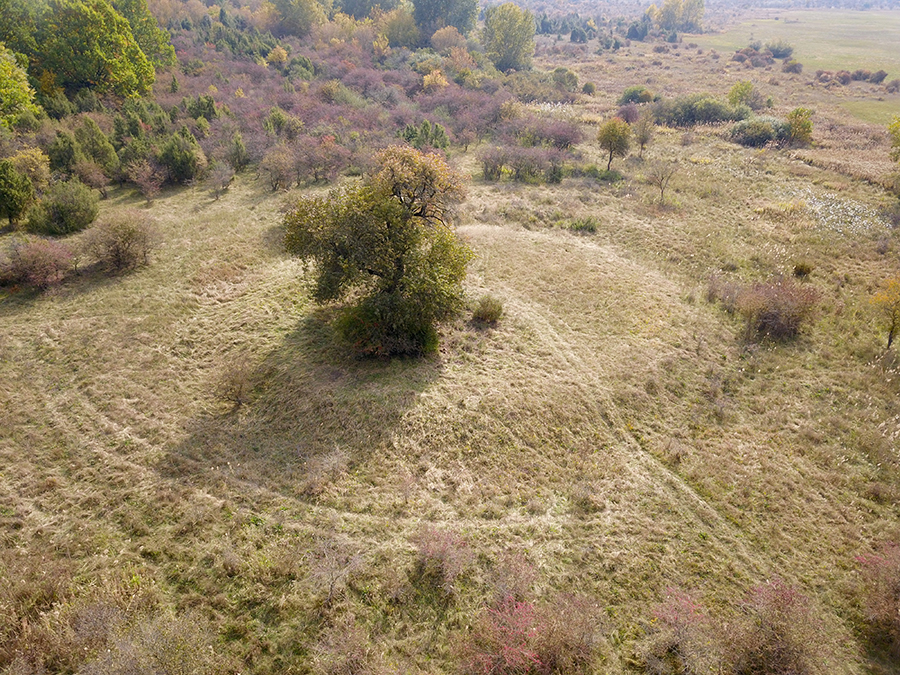
A pótharaszti földvár

A török hódoltság alatt pusztává lett területet Pusztacsév néven 1950-ben  szervezték önálló községgé, azelőtt Nyáregyházához tartozó alább említett területekből. Mai nevét 1951-ben kapta.
- Csév a Nyáryakkal rokon Csévi családé volt. Már 1414-ben puszta. Később azonban újra felépült és csak a 16. század végén pusztult el. 1436-ban Pálóci György esztergomi érseknek adják zálogba.
- Pótharaszt 1280-ban fordul elő először oklevélben mint "Poltharasztya". Ekkor (Nevegyi) Miklós comesé. A 14. században a király kezébe kerül, aki a felhévízi kereszteseknek, majd a 15. század elején egy apródjának adta. Ettől származott a (Pót) Haraszti család, amely 1484 előtti kihaltáig birtokolta. Ezután Nagylucsei Dóczi Orbán egri püspöké és örököseié volt a 16. század közepén bekövetkezett pusztulásáig. A 17. században Nagykőrös városa megvásárolta.
- Bödre már a 15. század elején Pótharaszthoz tartozó puszta, ahol a Haraszti család vásárokat tartott. Ma ilyen néven nem ismeretes.

## Földrajza
A falu határa sík fekvésű, homokos, néhol agyagos, elszórtan szikes foltokkal tarkított. Felszínét a pleisztocén végén és a holocén időszakban képződött futóhomok borítja. Éghajlatára szárazság jellemző, az évi középhőmérséklet 10-10,5 Celsius fok. Napfénytartalma 2000-2050 óra. A csapadék 500–600 mm.
A község határának kétharmadát erdő borítja. A homoki beerdősödés során pusztai tölgyes és gyöngyvirágos tölgyes, gyetyános, nyíres, szürke nyáras és szomorúfűzes részek is kialakultak. A homok megkötésére sokfelé akácot is telepítettek.
A mintegy 100 hektáros csévharaszti borókás a homoki flóra jellegzetes képviselője, országos jelentőségű védett terület, mely egyúttal a botanikai kutatások klasszikus terepe is. Kitaibel Pál itt fedezte fel és írta le a lilapiros virágú tartós szegfűt.
A futóhomokon gyakori az egyéves homoki gyep után létrejött meszes homokpuszta. A község határában megtalálhatók pl. az országosan már ritkaságnak számító csűdfű, kései szegfű, homoki ternye  is. Állatvilágának pedig jellemző faja az őz, nyúl, fácán, fogoly, fürj.

## Nevezetességek
- Az egyetlen megmaradt ősborókás Magyarországon
- 1200-as évekbeli Pusztatemplom

## Itt születtek, itt éltek
- Balla Károly (1792-1873) író, szakíró életének utolsó éveit itt töltötte, és itt hunyt el, az akkori Pótharaszton.

## Közélete

### A település vezetői
- Pulisch József (független) 2019 októberétől.
- Mocsáry Balázs, 1990-2019 között (1990 januárjától néhány hónapig tanácselnökként)
- 1973 és 1989 között a szomszédos községgel, Vasaddal együtt alkotott közös tanácsot, melynek székhelye Vasadon volt. A közös tanács elnöke 1985-től Magda Gyula, a csévharaszti elöljáróság vezetője pedig Kovács György volt.[3]

| Név            | Párt      | Terminus  | Megjegyzés / Források |
| -------------- | --------- | --------- | --- |
| Mocsáry Balázs | független | 1990–2019 | Az 1990-es választási eredmények: |
| Mocsáry Balázs | független | 1990–2019 | Az 1994. december 11-én megtartott választáson egyedüli jelöltként indult, így a 426 érvényesen leadott szavazat 100 %-át szerezte meg.                               |
| Mocsáry Balázs | független | 1990–2019 | Az 1998-as választási eredmények: |
| Mocsáry Balázs | független | 1990–2019 | A 2002-es választási eredmények: |
| Mocsáry Balázs | független | 1990–2019 | A 2006-os választási eredmények: |
| Mocsáry Balázs | független | 1990–2019 | A 2010. október 3-án megtartott választáson a 714 érvényesen leadott szavazatból, két jelölt közül 484 szavazatot szerzett meg, amivel 67,79 %-os eredményt ért el.   |
| Mocsáry Balázs | független | 1990–2019 | A 2014. október 12-én megtartott választáson a 692 érvényesen leadott szavazatból, négy jelölt közül 314 szavazatot szerzett meg, amivel 45,38 %-os eredményt ért el. |
| Pulisch József | független | 2019–     | A 2019. október 13-án megtartott választáson a 646 érvényesen leadott szavazatból, két jelölt közül 478 szavazatot szerzett meg, amivel 73,99 %-os eredményt ért el.  |
| Pulisch József | független | 2019–     | A 2024. június 9-én megtartott választáson a 850 érvényesen leadott szavazatból, két jelölt közül 681 szavazatot szerzett meg, amivel 80,12 %-os eredményt ért el.    |

## Népesség
A település népességének változása:
| Lakosok száma | 1966 | 1883 | 1920 | 2030 | 2043 | 2097 | 2122 |
|               | 2013 | 2014 | 2018 | 2021 | 2022 | 2023 | 2024 |

A 2011-es népszámlálás során a lakosok 92,3%-a magyarnak, 0,5% németnek, 1% románnak mondta magát (7,7% nem nyilatkozott; a kettős identitások miatt a végösszeg nagyobb lehet 100%-nál). A vallási megoszlás a következő volt: római katolikus 27,1%, református 22,2%, evangélikus 1,8%, görögkatolikus 0,9%, felekezeten kívüli 22,2% (22,1% nem nyilatkozott).
2022-ben a lakosság 90,9%-a vallotta magát magyarnak, 0,6% németnek, 0,5% románnak, 0,2% cigánynak, 0,1-0,1% horvátnak, bolgárnak, ruszinnak és ukránnak, 1,8% egyéb, nem hazai nemzetiségűnek (9,1% nem nyilatkozott; a kettős identitások miatt a végösszeg nagyobb lehet 100%-nál). Vallásuk szerint 17,6% volt római katolikus, 13,2% református, 1,4% evangélikus, 0,9% görög katolikus, 0,1% izraelita, 0,1% ortodox, 2,3% egyéb keresztény, 1,6% egyéb katolikus, 25,2% felekezeten kívüli (37,5% nem válaszolt).